# 犬齒新鯥
犬齒新鯥為輻鰭魚綱鱸形目鱸亞目發光鯛科的一種，為深海魚類，分布於西印度洋海域，深度100-550公尺，體長可達21公分，棲息中層水域，生活習性不明。